# Rosthedsmyg
Rosthedsmyg (Calamanthus campestris) är en fågel i familjen taggnäbbar inom ordningen tättingar.

## Utseende
Rosthedsmyg är en liten tätting med lång stjärt som oftast hålls rest. Ovansidan är ljusbrun, undersidan vitaktig. Vidare har den ett tydligt ljust ögonbrynsstreck och svag streckning på bröstet. Arten liknar västlig hedsmyg, men dessa överlappar inte i utbredningsområde. Malleehedsmygen har vit vingfläck och mörkare ben.

## Utbredning och systematik
Rosthedsmygen delas in i sju underarter med följande utbredning:
- Calamanthus campestris winiam – sydöstra South Australia och näraliggande västra Victoria
- Calamanthus campestris campestris – kustnära sydcentrala Australien
- Calamanthus campestris rubiginosus – västra Australien
- Calamanthus campestris hartogi– Dirk Hartog Island (Western Australia)
- Calamanthus campestris dorrie – Dorre Island (Western Australia)
- Calamanthus campestris wayensis – västcentrala Australien
- Calamanthus campestris isabellinus – inne i landet i sydcentrala Australien

Tidigare behandlades västlig hedsmyg som en underart till rosthedsmyg och vissa gör det fortfarande.

## Levnadssätt
Rosthedsmygen hittas i öppna och torra busk- och gräsmarker. Den födosöker tystlåtet på marken eller i tät vegetation, och kan därför vara svår att få syn på. Lättast ses den på våren när hanen sjunger från en upphöjd sittplats.

## Status och hot
Arten har ett stort utbredningsområde, men tros minska i antal, dock inte tillräckligt kraftigt för att den ska betraktas som hotad. Internationella naturvårdsunionen IUCN listar arten som livskraftig (LC).